# Реформация в Швейцарии
Реформация в Швейцарии (от лат. reformatio — исправление, восстановление) — массовое религиозное и общественно-политическое движение в Швейцарии в XVI веке, связанное с распространением различных протестантских вероучений.

## Цвинглианская Реформация

### Начало Реформации в Швейцарии
Реформация в Южной и Западной Европе развивалась иначе, чем в Центральной, Северной и Восточной. Если в этих регионах поддержка реформаторов обеспечивалась земельными правителями, то в Швейцарии, конфедерации независимых территорий, города сами выбирали то вероисповедание, которое считали верным. Начало же этому было положено в Цюрихе, где в 1518 году священником кафедрального собора был избран известный проповедник Ульрих Цвингли. Уже хорошо изучивший Библию, он в своих проповедях начал учить народ тому, что спасение достигается не соблюдением религиозной обрядности, а верой в искупительную жертву Иисуса Христа. Необходимо заметить, что Рим первоначально достаточно безразлично отнёсся к новому реформатору — назревала война с Францией, а из всех швейцарских кантонов только Цюрих поддержал Папу, предоставив в его распоряжение свои войска. Даже изгнание Цвингли торговца индульгенциями монаха Самсона удостоилась не осуждения, а похвалы представителя местного епископа.
Так продолжалось до 1522 года, когда Цвингли сам пошёл на обострение ситуации. Сперва в марте 1522 года он с кафедры высказался об отсутствии необходимости соблюдения церковного поста (и соответственно, уплаты церковного штрафа за его несоблюдение), а в июле того же года написал два открытых письма — епископу Констанцскому и членам Швейцарского Союза о вреде целибата и разрешении духовенству вступать в брак. Это был уже вызов. Однако и этот вызов не вызвал ожидаемых мер со стороны римского священноначалия — напротив, папский легат передал Цвингли письмо, в котором ему сулились огромные блага, если бы он стал поддерживать интересы Рима. Однако Цвингли проигнорировал эти предложения.
В это время цюрихский городской совет назначил проведение диспута, на котором Цвингли на основании Библии должен был доказать истинность своего учения. На диспут были приглашены архиепископ и представители всех кантонов, однако приехали только представители Шаффхаузена. Архиепископ прислал своего викария Фабера, которому была дана установка выслушать Цвингли, но в прения не вступать. В свою очередь реформатор основательно подготовился к диспуту, написав 67 тезисов — программу как церковной, так и государственной реформы, которую он собирался на этом диспуте защитить. Диспут начался 29 января 1523 года. Фабер как мог увиливал от полемики, однако Цвингли ухватился за его неосторожное высказывание о необходимости заступничества святых и потребовал обосновать этот тезис на основании Библии. Несостоятельность аргументов Фабера была очевидна даже сторонним наблюдателям. На следующий день Фабер заявил, что прочитал тезисы и готов отстаивать позицию Церкви, однако в этот день его поражение было сокрушительным. По итогам диспута Цюрих впредь отказался признавать власть Констанцского архиепископа и приступил к широким церковным реформам.

### Церковные реформы в Цюрихе
Был отменён целибат и разрешён брак священников (сам Цвингли женился 2 апреля 1524 года). 28 октября 1523 года состоялся второй диспут, на котором обсуждались вопросы: согласуется ли с Библией почитание икон и следует ли считать мессу жертвой. На оба вопроса был дан отрицательный ответ, однако городской совет отложил окончательно решение вопроса до весны 1524 года, и 15 мая 1524 года издал указ об отмене мессы и уничтожении икон. В итоге из церквей были удалены все изображения, сломаны органы, мощи святых захоронены. С 1525 года в Цюрихе начало практиковаться причащение прихожан «под двумя видами», то есть вином и хлебом.
Помимо прочего, Цвингли приступил к переустройству церковной организации — если раньше вся власть принадлежала епископам, то Цвингли усилил демократические тенденции в организации церкви, поставив во главе приход — (конгрегацию), который сам избирал себе проповедника. Приходы составляли Синод (Собор). В дальнейшем такая форма церковной организации получила название конгрегационализм, и в настоящее время весьма популярна среди различных протестантских деноминаций. Для подготовки кадров новой церкви в Цюрихе при активном участии Цвингли был открыт теологический колледж Каролинум (Collegium Carolinum (Zürich)). Помимо этого были реорганизованы имеющиеся церковные школы и открыто много новых.
Однако даже столь решительные меры со стороны Цвингли имели критиков, требовавших более радикальных преобразований. Как и в других местах Европы, такая борьба проходила под знаменем анабаптизма, который в Цюрихе возглавили Конрад Гребель и Феликс Манц. Участники движения готовились начать восстание — как в соседней Германии, однако энергичные меры властей позволили его предотвратить. В 1527 вожди анабаптистов во главе с Феликсом Манцем были утоплены.

### Религиозные войны в Швейцарии и смерть Цвингли
Примеру Цюриха последовали Берн, Базель, Шаффхаузен, Санкт-Галлен и Гларус, где постепенно к власти пришли сторонники Реформации, однако часть так называемых лесных кантонов (Швиц, Ури, Унтервальден и Цуг) и города Люцерн и Фрибур остались верны католицизму. В конфедерации назревал раскол. В 1528 году католики предложили устроить диспут, от которого до сих пор всячески уклонялись. Подозревая ловушку, Цвингли не принимал в нём участия, послав туда Эколампадия из Базеля и Берхтольда Галлера из Берна.
Со стороны католиков на нём выступили Экк и Фабер. Однако уже до окончания диспута католики объявили себя победителями, а Цвингли торжественно предан церковному проклятию, и всякие изменения в церковных обычаях запрещены.
В 1529 году между кантонами возник первый конфликт. Поводом его был арест в Швице цюрихского священника Якоба Кайзера, который был сожжён несмотря на протесты Цюриха. В ответ Цюрих и Берн выдвинули свои силы к Каппелю. Однако при посредничестве других кантонов между противоборствующими сторонами был заключён мир, по условиям которого протестантские кантоны являлись победившей стороной и получали значительную денежную компенсацию. Так называемая первая Каппельская война закончилась, так и не начавшись.

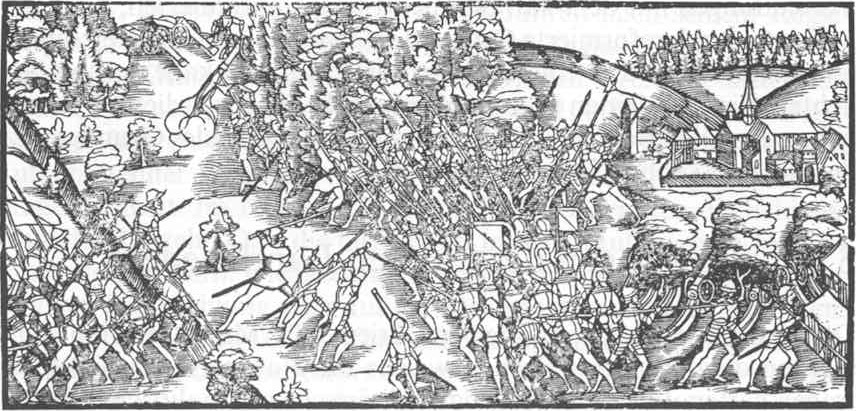
Битва при Каппеле, в которой погиб Цвингли

 Однако стороны продолжали активно готовиться к новой войне. Тогда как католические кантоны заручились поддержкой эрцгерцога Австрии Фердинанда, Цвингли искал поддержки у протестантских князей Германии. Для этого он обратился к Филиппу Гессенскому. Тот предложил Цвингли встретиться с Лютером, что произошло в городе Марбург. Однако итоги диспута оказались далеко не теми, что ожидал Цвингли — Лютер отказался признать в нём единоверца, в результате чего швейцарцы не получили помощи из Германии.
В 1531 году назрела новая конфронтация между «христианским союзом городов» и лесными кантонами. Однако Берн отказался от решительных действий, выступая за блокаду католических кантонов. Да и в самом Цюрихе желающих участвовать в военных действиях было не так уж и много. В результате цюрихское войско оказалось намного меньше, чем ожидалось. У католиков войско было примерно в 4 раза больше. В результате 11 октября 1531 года цюрихский отряд был разгромлен превосходящими силами противника, при этом на поле осталось около 80 католиков и 500 цюрихцев, среди которых был и сам Цвингли. На следующий день его тело опознали, тут же был организован суд, по итогам которого труп Цвингли был сперва четвертован, затем сожжён, а пепел смешан с пеплом свиньи и рассеян по ветру.
20 ноября 1531 года был заключён второй мирный договор, в результате которого реформаты потеряли все плоды своей первой победы. Католицизм был насильственно водворён в некоторых спорных территориях. О проведении Реформации в других кантонах не могло быть и речи.
Однако в имперских городах духовными авторитетами оставались сподвижники и ученики Цвингли: в Цюрихе — Генрих Буллингер и Лео Юд, в Базеле — Миконий (Эколампадий вскорости скончался), в Берне — Берхтольд Галлер, в Шаффхаузене — Себастьян Гофмейстер и Эразм Риттер, в Санкт-Галлене — Иоахим Вадиан и Иоганн Кесслер и в Граубюндене — Иоганн Командер. Однако лидера, который мог бы возглавить «христианский союз городов», среди них не было.

## Кальвинистская Реформация

### Женева — новый центр Реформации
Швейцария всё же осталась одним из главных оплотов Реформации, однако центр движения сместился из Немецкой Швейцарии во Французскую — из Цюриха в Женеву. Первоначально это движение возглавил Гийом Фарель, который ещё в начале 20-х годов был вынужден из-за своих взглядов эмигрировать из Франции. Здесь он активно занимался реформаторской деятельностью, помогал Цвингли, Эколампадию, Буцеру, принимал участие в налаживании контактов с вальденсами. В 1532 году Фарель проповедовал в Женеве. Своей проповедью он привлёк множество сторонников, однако вызвал своими речами недовольство руководства города и был изгнан. Однако при помощи властей Берна, который оказывал Женеве военную помощь, ему удалось вернуться в город. В 1536 году городской совет Женевы принял решение об установлении в городе реформированного богослужения. Однако Фарель чувствовал, что ему не хватает способностей встать во главе движения. 
Летом того же 1536 года через Женеву по дороге в Германию проезжал Жан Кальвин. Уже знакомый с его «Institutio religionis christianae», Фарель сразу оценил его и как организатора и упросил его остаться в Женеве и заняться устройством церкви. Кальвин согласился и вместе с Фарелем предложил городскому совету свой проект — так называемые Articles de 1537. Вслед за тем были составлены катехизис и исповедание. Хотя Фарель и высказывал в исповедании свой умеренный взгляд на отлучение, но в общем он подчинился ригористическим стремлениям Кальвина и его учению о независимости церкви от государства. Применение программы Кальвина вызвало в Женеве оппозицию, и после победы партии «либертинов» на выборах 1538 г. дело дошло до изгнания обоих реформаторов. В 1540 году приверженцы Кальвина и Фареля, гиллермены (Guillermins, от имени Фареля, Guillaume), призвали Кальвина обратно. После долгой борьбы в 1542 году реформаторам удалось настоять на организации церкви в духе Кальвина. Были определены четыре класса служителей в Церкви: пасторы (в их задачу входила проповедь и поддержание дисциплины), учителя (обучение основам вероучения), диаконы (благотворительная работа), а над всеми ними находилась Консистория из пресвитеров, которая должна была надзирать за богословием и моральными устоями общества и при необходимости прибегать даже к отлучению от Церкви.

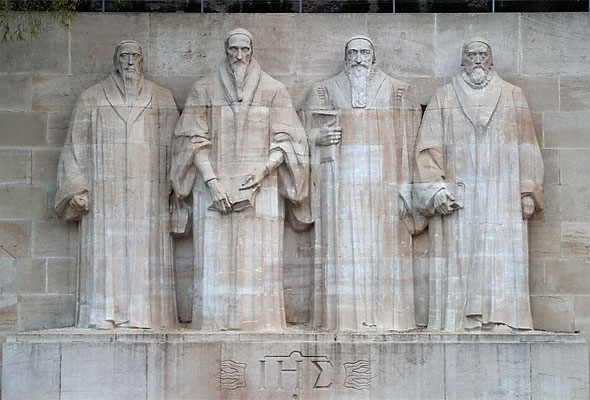
Стена Реформации в Женеве: Гийом Фарель, Жан Кальвин, Теодор Беза, Джон Нокс

Для большей эффективности Кальвин предлагал использовать государственный аппарат, чтобы приводить в исполнение более суровые наказания. Надо заметить, что наказания оказались чересчур жестокими — так в 1546 году 58 человек было казнено и 76 сослано. В 1553 году власти города Женевы вследствие решения Консистории сожгли известного учёного и проповедника Мигеля Сервета, который проповедовал антитринитарное учение.
В результате напряженного труда Кальвина, Фареля и их единомышленников Женева в итоге стала новым центром Реформации. В 1549 году Кальвином и Буллингером было подписано цюрихское соглашение, в результате которого произошло объединение кальвинистов и последователей Цвингли. В 1559 году была создана Женевская академия, занявшаяся подготовкой кадров для новой конфессии. Из Женевы учение реформатов распространилось в многие страны Европы: Францию, Шотландию, Венгрию, Польшу, Нидерланды и даже Германию. В настоящее время реформаты являются одной из крупнейших протестантских деноминаций. Сам Кальвин умер в 1564 году, а его преемником стал Теодор Беза, ректор Академии.